# Рошіуца
Рошіуца (рум. Roșiuța) — село у повіті Горж в Румунії. Адміністративно підпорядковане місту Мотру.
Село розташоване на відстані 250 км на захід від Бухареста, 30 км на південний захід від Тиргу-Жіу, 88 км на північний захід від Крайови.

## Населення
За даними перепису населення 2002 року у селі проживали 746 осіб, усі — румуни. Усі жителі села рідною мовою назвали румунську.